# Bertrand III de Montferrand
Bertrand III de Montferrand, est un seigneur et un chevalier gascon, premier baron de Guyenne, soudan de La Trau/La Trave, seigneur de Montferrand (à St-Louis et Bassens), Langoiran, Agassac, de Podensac, Veyrines, Soussans, Rions... Fidèle du parti anglais Plantagenêt-Lancastre, il meurt en 1435. Il est le fils de Bertrand II de Montferrand, un arrière-petit-neveu du pape Clément V,,, et de Rose d'Albret de Vertheuil et Gironde, dame de Langoiran (arrière-petite-fille d'Amanieu VII d'Albret et cousine issue de germains du connétable Charles Ier). Son frère cadet François de Montferrand, gouverneur de Dax, épouse vers 1415 Jouine de Pommiers, héritière de la vicomté de Fronsac.

## Biographie
Il succéda à son père en 1409 comme seigneur de Langoiran et de Montferrand.
Il a épousé en premières noces en 1401 Marguerite d’Astarac, fille de Jean Ier, comte d’Astarac et de sa troisième femme Philippe de Comminges-Couserans. De cette union qui ne dura que trois ans, naquit Jean Ier de Montferrand. 
Quelques années plus tard, il épousa en 1410 Isabelle de Preissac (ou Preyssac, Préchac ; mais aussi Preissac à Daignac), dame du Trau (ou La Trave, la Traou : à Préchac au sud de Langon, près de Bazas et Villandraut), de Landiras, de Portets, d’Uzeste, fille et unique héritière de Bernard/Brémond-Arnaud de Pressac, soudan de La Trau, prince de Didonne, seigneur de Gironde, Lesparre, Talmont et Montendre, chevalier de l’ordre de la Jarretière, et de Marguerite de Stratton (dame de Landiras, fille de John of Stratton, † vers 1400, venu en Guyenne en 1355 où il servit les intérêts d'Edouard III et de Richard II, à qui le roi d’Angleterre, duc d'Aquitaine/Guyenne, donna la prévôté de Barsac ainsi que la connétablie-châtellenie de Bordeaux en 1381-86 ; mais en 1377 les armées françaises de Charles V et Du Guesclin, dans la reconquête de la Guyenne, vainquirent Stratton au plateau de Lacapère à Saint-Martin de Lassats ; la mère de Marguerite de Stratton était Isabelle de Saint-Symphorien de Landiras, épousée par Stratton vers 1366, fille de Jean de St-Symphorien-Landiras — cité en 1342, gendre d'une La Motte/Lamothe de Langon héritière en partie de Roquetaillade) — petite-fille de Gaillard de St-Symphorien — cité en 1330, 1337 — et arrière-petite-fille de Jean Rossel/Roussel de St-Symphorien — ce dernier, cité en 1303, 1315, 1328, châtelain de L'Ile-Saint-Georges, avait épousé Clairemonde de Lamothe de Langon qui était fille d'Isabelle de Landiras et de Gaillard de La Motte, lui-même fils d'Amanieu de La Motte sire de Langon).
À partir de 1420, il entreprit de reconquérir de concert avec d’autres chefs de guerre, des villes qui avaient été prises par les Français sous le règne de Richard II (reconquête française sous Charles V : guerre du connétable Du Guesclin dans le cadre de la Guerre de Cent Ans en Guyenne, Poitou, Aunis et Saintonge). Leur présence restait une menace pour le règne anglais sur Bordeaux. Avec le sénéchal d'Aquitaine Sir John Radcliffe, Bertrand put déloger les Français de nombreuses villes de la vallée de la Basse Garonne comme Rions, Saint-Macaire, La Réole, Budos, Auros, Noaillan, ou Bazas.

## Famille
De sa première union avec Marguerite d'Astarac (1382-1404):
- Jean Ier de Montferrand (1404-1441)[9], seigneur de Langoiran et de Montferrand, mort au siège de Langon en 1441, père de :
  - Bertrand IV, seigneur de Langoiran.

De sa deuxième union avec Isabeau de Preissac (1390-1447):
- Pierre II de Montferrand (décapité en 1454), Soudan de La Trau. Seigneur de Lesparre et Landiras, il épouse Marie, fille naturelle du duc de Bedford, d'où :
  - François Ier de Montferrand, baron de Lesparre et de Landiras, soudan de La Trau et sire de Portets etc., † 1501 → Thomas, † 1514 → Gaston de Landiras ; Jean de Portets ; Jean de La Trau...
- Pierre, dit Pey le Jeune, seigneur de Soussans
- Isabeau de Montferrand (1415-1464), mariée à François Ier de Gramont baron de Bidache, fils de Jean Ier de Gramont : d'où postérité...